# Tomari-te
Pour les articles homonymes, voir Tomari.
Ne doit pas être confondu avec Naha-Te.

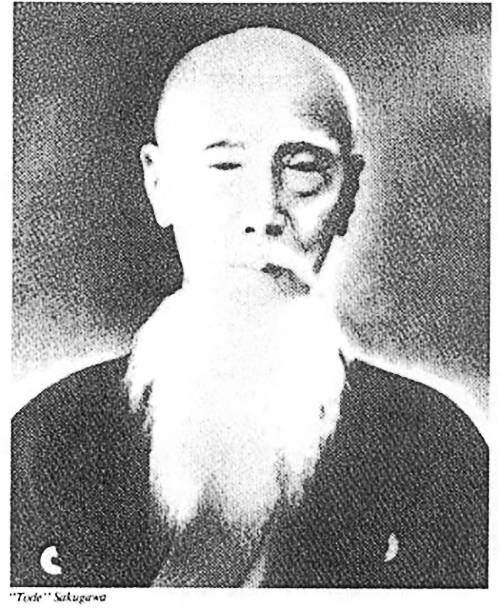
"Tode Sakugawa"

Le Tomari-te, littéralement « Main de Tomari », est un style de karaté qui s'est développé sur l'archipel d'Okinawa dans le village de Tomari.
Il est le nom du troisième style qui émergea à Okinawa sous l’influence des arts martiaux de Chine, avec le Naha-Te qui, comme son nom l'indique s'est développé dans la ville de Naha, et le Shuri-te qui, comme son nom l'indique s'est développé dans la ville de Shuri
Ce style, le Tomari-te était si proche du Shuri-te, car leurs racines étaient les mêmes, qu'il a lui aussi évolué en Shorin-ryu. Mais c'est le Shorin-ryu issu du Shuri-te qui est à la base du Shotokan-ryu, du Wado-ryu, et du Kyokushin.
Il est le résultat de l'incorporation des techniques de combats venant de Chine du nord, le Shaolin kempo en particulier, aux techniques locales.
La plus ancienne figure connue, comme pratiquant ce style, comme pour le Shuri-te est Shinjo Choken, membre de la cour du roi, vers la fin du XVIe siècle et le début du XVIIe.
Puis, apparut Kanga Sakugawa (1733?-1815), appelé aussi "Tode Sakugawa" (Sakugawa main de Chine).
Il fut disciple, pendant 6 ans du moine bouddhiste Peichin Takahara, de Shuri, expert en Shuri-te primitif, puis pendant 6 ans encore de Kushanku, « ambassadeur » militaire de Chine, expert en Shaolin kempo.
Un de ses disciples, Kōsaku Matsomora (1829-1898), qui s'entraîna aussi avec le commerçant chinois Chinto (connu aussi sous le nom de Annan), avait débuté avec Karyu Uku (nommé également Giko Uku) et Kishin Teruya, maîtres de Tomari-te originel, est la figure de proue du Tomari-te.
C'est à partir de Kōsaku Matsomora, que les deux styles se rapprochent vraiment.
Ses successeurs furent Chotoku Kyan (1870-1945), puis, Arakaki Ankichi (1899-1927), et surtout Shōshin Nagamine (1907-1997), qui étudia le Karaté avec les deux précédents et qui créa l'école nommée Shorin-Ryu Matsubayashi-Ryu.